# Santo Condestável
Santo Condestável est une freguesia de Lisbonne.